# Cactus Forest Drive
 (septembre 2020).
Pour les articles homonymes, voir Cactus (homonymie).
Cactus Forest Drive est une route américaine dans le comté de Pima, dans l'Arizona. Boucle dans le parc national de Saguaro, cette route touristique a été construite par le Civilian Conservation Corps dans le style rustique du National Park Service entre 1936 et 1939. Elle était initialement connue sous le nom de Skyline Loop Road.